# Вторая лига СССР по футболу
Вторая лига СССР по футболу — третий по значимости футбольный дивизион в СССР.
Лига как часть чемпионата СССР появилась в 1936 году, расформирована в 1991 году после распада Советского Союза.
Ранее называлась (в хронологическом порядке): «Группа В», «Группа 3», «Класс Б» и «Класс А (вторая группа)». С 1971 года — вторая лига.
Последнее название: (применительно к сезонам 1990—1991 годов) — «вторая буферная лига» или «вторая лига с „буферными зонами“», имеется в виду между первой и второй низшей (с «республиканскими зонами») лигами.

## История
По окончании трёх сезонов Второй лиги турнир не проводился вплоть до 1946 года ввиду ряда причин, в том числе военных. До 1990 года лига делилась на географические зоны (разное количество, до девяти), победители турниров зон участвовали в финальном мини-турнире. Призёры мини-турнира проходили в Первую лигу СССР. В рамках турнира разыгрывались также Чемпионаты РСФСР и Украинской ССР.
В 1990 году турнир был разделён на три зоны — «Запад», «Центр» и «Восток». Победители зон попадали в Первую лигу СССР. С распадом СССР прекратил своё существование и этот турнир. В России в нынешнее время его заменяет Вторая лига.

## Призёры
| Сезон        | Название                    | Победитель | Призёры | Примечания                                                           |
| ------------ | --------------------------- | --- | --- | -------------------------------------------------------------------- |
| 1936 (весна) | Группа «В»                  | Динамо (Ростов-на-Дону) | Строитель (Баку) Динамо (Одесса) |                                                                      |
| 1936 (осень) | Группа «В»                  | Динамо (Казань) | Спартак (Харьков) Динамо (Днепропетровск) |                                                                      |
| 1937         | Группа «В»                  | Динамо (Одесса) | Локомотив (Киев) Стахановец (Сталино) |                                                                      |
| 1938—1945    | Соревнования не проводились | Соревнования не проводились | Соревнования не проводились | Соревнования не проводились                                          |
| 1946         | Группа III                  | Спартак (Ужгород) Динамо (Рига) | Крылья Советов (Тбилиси) Зенит (Калининград) | По две команды из 5 группы играли в двух финальных группах           |
| 1947—1962    | Соревнования не проводились | Соревнования не проводились | Соревнования не проводились | Соревнования не проводились                                          |
| 1963         | Класс «Б»                   | Волга (Калинин) (Россия) СКА Одесса (Украина) Локомотив (Тбилиси) (другие республики)                                                                  | Динамо (Киров) (Россия) Локомотив (Винница) (Украина) Динамо (Батуми) (другие республики)                                                                 | Три географические зоны                                              |
| 1964         | Класс «Б»                   | Ростсельмаш (Ростов-на-Дону) (Россия) Локомотив (Винница) (Украина) Гранит (Клайпеда) (другие республики)                                              | Терек (Грозный) (Россия) СКА (Киев) (Украина) Восток (Усть-Каменогорск) (другие республики)                                                               | Три географические зоны                                              |
| 1965         | Класс «Б»                   | Спартак (Нальчик) (Россия) СКА (Львов) (Украина) Динамо (Кировабад) (другие республики)                                                                | Рубин (Казань) (Россия) СКА (Киев) (Украина) Динамо (Баку) (другие республики)                                                                            | Три географические зоны                                              |
| 1966         | Класс «Б»                   | Локомотив (Калуга) (Россия) Авангард (Жёлтые Воды) (Украина) Памир (Ленинабад) (Средний Восток) Мешахте (Ткибули) (другие республики)                  | Спартак (Орджоникидзе) (Россия) Динамо (Хмельницкий) (Украина) Металлург (Чимкент) (Средний Восток) Полад (Сумгаит) (другие республики)                   | Четыре географические зоны                                           |
| 1967         | Класс «Б»                   | Динамо (Махачкала) (Россия) Автомобилист (Житомир) (Украина) Зарафшан (Навоийская область) (Средний Восток) Неман Гродно (другие республики)           | Волга (Ульяновск) (Россия) Химик (Северодонецк) (Украина) Свердловец (Ташкентская область) (Средний Восток) Полад (Сумгаит) (другие республики)           | Четыре географические зоны                                           |
| 1968         | Класс «Б»                   | Машук (Пятигорск) (Россия) Авангард (Тернополь) (Украина) Свердловец (Ташкентская область) (Средний Восток) Енбек (Жезказган) (Казахстан)              | Калининец (Свердловск) (Россия) Буковина (Черновцы) (Украина) Ак Алтын (Андижанская область) (Средний Восток) АДК (Алма-Ата) (Казахстан)                  | Четыре географические зоны                                           |
| 1969         | Класс «Б»                   | Дружба (Майкоп) (Россия) Спартак (Ивано-Франковск) (Украина) Ташавтомаш (Ташкент) (Средний Восток) Трактор (Павлодар) (Казахстан) Дила (Гори) (Кавказ) | Сатурн (Рыбинск) (Россия) Шахтёр (Горловка) (Украина) Динамо (Самарканд) (Средний Восток) Цементник (Семипалатинск) (Казахстан) Гурия (Ланчхути) (Кавказ) | Пять географических зон                                              |
| 1970         | Класс «А», вторая группа    | Металлург (Запорожье) Шинник (Ярославль) Кузбасс (Кемерово)                                                                                            | Таврия (Симферополь) Автомобилист (Нальчик) Спартак (Йошкар-Ола)                                                                                          | Три географические зоны                                              |
| 1971         | Вторая лига                 | Кривбасс (Кривой Рог) | Искра (Смоленск) | Шесть групп                                                          |
| 1972         | Вторая лига                 | Спартак (Ивано-Франковск) | Динамо (Рига) | Семь групп                                                           |
| 1973         | Вторая лига                 | Уралмаш (Свердловск) | Таврия (Симферополь) Кубань (Краснодар) | Семь победителей групп в финальном турнире                           |
| 1974         | Вторая лига                 | Алга (Фрунзе) | Рубин (Казань) Металлист (Харьков) | Шесть групп                                                          |
| 1975         | Вторая лига                 | Терек (Грозный) | Динамо (Рига) Строитель (Ашхабад) | Шесть групп                                                          |
| 1976         | Вторая лига                 | Динамо (Ленинград) | Кривбасс (Кривой Рог) Уралмаш (Свердловск) | Шесть групп                                                          |
| 1977         | Вторая лига                 | Кубань (Краснодар) | Жальгирис (Вильнюс) СКА Одесса | Шесть групп                                                          |
| 1978         | Вторая лига                 | Звезда (Пермь) | Спартак (Нальчик) Металлист (Харьков) | Шесть групп                                                          |
| 1979         | Вторая лига                 | Искра (Смоленск) Колос (Никополь) Динамо (Ставрополь) Гурия (Ланчхути) Бустон (Джизак) СКА (Хабаровск)                                                 | Текстильщик (Иваново) СКА Киев Ротор (Волгоград) Локомотив (Самтредиа) Шахриханчи (Шахрихан) Шахтёр (Караганда)                                           | Шесть победителей групп                                              |
| 1980         | Вторая лига                 | Спартак (Кострома) Трактор (Павлодар) СКА (Киев) | Ротор (Волгоград) Динамо (Самарканд) Химик (Гродно) | Девять отборочных групп и три финальные группы                       |
| 1981         | Вторая лига                 | Даугава (Рига) Динамо (Киров) Ротор (Волгоград) | Котайк (Абовян) Кривбасс (Кривой Рог) Текстильщик (Иваново)                                                                                               | Девять отборочных групп и три финальные группы                       |
| 1982         | Вторая лига                 | Текстильщик (Иваново) Днепр (Могилёв) Кузбасс (Кемерово)                                                                                               | Спартак (Орджоникидзе) Динамо (Самарканд) Шахтёр (Караганда)                                                                                              | Девять отборочных групп и три финальные группы                       |
| 1983         | Вторая лига                 | Иртыш (Омск) Спартак (Орджоникидзе) Динамо (Батуми) | Металлург (Липецк) Знамя Труда (Орехово-Зуево) Крылья Советов (Куйбышев)                                                                                  | Девять отборочных групп и три финальные группы                       |
| 1984         | Вторая лига                 | Крылья Советов (Куйбышев) Котайк (Абовян) Динамо (Ставрополь)                                                                                          | Нива (Винница) Геолог (Тюмень) Динамо (Самарканд) | Девять отборочных групп и три финальные группы                       |
| 1985         | Вторая лига                 | Ростсельмаш (Ростов-на-Дону) Атлантас (Клайпеда) Искра (Смоленск)                                                                                      | Таврия (Симферополь) Звезда (Пермь) Мелиоратор (Чимкент)                                                                                                  | Девять отборочных групп и три финальные группы                       |
| 1986         | Вторая лига                 | Крылья Советов (Куйбышев) Геолог (Тюмень) Заря (Ворошиловград)                                                                                         | Кяпаз (Кировабад) Геолог (Тюмень) Сохибкор (Халкабад) | Девять отборочных групп и три финальные группы                       |
| 1987         | Вторая лига                 | Таврия (Симферополь) Звезда (Пермь) Кубань (Краснодар)                                                                                                 | Искра (Смоленск) Мелиоратор (Чимкент) Днестр (Кишинёв) | Девять отборочных групп и три финальные группы                       |
| 1988         | Вторая лига                 | Днестр (Кишинёв) Торпедо (Кутаиси) Факел (Воронеж) | Нефтчи (Фергана) Цемент (Новороссийск) Буковина (Черновцы)                                                                                                | Девять отборочных групп и три финальные группы                       |
| 1989         | Вторая лига                 | Локомотив (Горький) Текстильщик (Тирасполь) Динамо (Сухуми)                                                                                            | Иртыш (Омск) Волынь (Луцк) Нефтчи (Фергана) | Девять отборочных групп и три финальные группы                       |
| 1990         | Вторая лига                 | Буковина (Черновцы) Уралмаш (Свердловск) Нефтчи (Фергана)                                                                                              | Даугава (Рига) Текстильщик (Камышин) Навбахор (Наманган)                                                                                                  | Три буферные зоны и десять республиканских групп*                    |
| 1991         | Вторая лига                 | Карпаты (Львов) Асмарал (Москва) Океан (Находка) | Заря (Луганск) Крылья Советов (Самара) Копетдаг (Ашхабад)                                                                                                 | Три буферные зоны и десять республиканских групп*. Последний турнир. |

* Примечание. Республиканские группы относятся ко Второй низшей лиге.